# Tombeau de Mavarta
 (mai 2025).
Le tombeau de Mavarta est une sépulture d'inhumation découverte au XIXe siècle près de Sant'Ilario d'Enza dans l'église paroissiale de Sainte Eulalia, sur la Piazza IV Novembre de la ville.
Le tombeau date de la période lombarde et a été construit à partir de matériaux réutilisés de périodes antérieures, notamment ici, avec la pierre funéraire du jeune Mavarta, décédé au Ve siècle.

## Découverte du tombeau
La tombe a été découverte lors de fouilles menées pour extraire de la terre afin de l'utiliser comme engrais. Don Gaetano Chierici, qui était à l'époque l'une des plus hautes autorités en  archéologique de la région en fut informé. Les croquis qu'il a réalisés dans ses carnets sont conservés dans les archives du Musei Civici de Reggio d'Émilie et la première publication des fouilles qu'il a effectuées en 1881 sont les seules informations disponibles .
Le tombeau appartenait à deux individus, enterrés côte à côte. Au cours des fouilles, cinq autres sépultures ont été mises à jour, toutes construites de la même manière : un cercueil en briques récupérées dans des bâtiments d'une époque antérieure. Seul le « tombeau de Mavarta » possédait deux dalles de pierre comme revêtement supérieur. Il s'agit d'un fragment d'une inscription romaine de l'époque impériale  et de la pierre funéraire d'une jeune femme, Mavarta, qui vécut au Ve siècle 
Les fouilles ont conduit à l'exposition du mobilier funéraire de la tombe au Musée de paléontologie Gaetano Chierici. Les artéfacts ont été confondus et mélangés, générant au fil du temps la croyance que la tombe appartenait à la femme mentionnée sur la dalle funéraire. Les ossements des deux défunts ont en effet été jetés et les objets funéraires ont été transportés au Musée d'Histoire Nationale ; le « tombeau de Mavarta » a été reconstruit dans le portique des Marbres.
Après de nombreuses années pendant lesquelles les deux pierres ont été exposées séparément (le fragment de l'époque impériale dans la salle de la région romaine, au premier étage du palazzo S. Francesco et la pierre de Mavarta dans le portique des marbres du musée, section médiévale), les deux trouvailles sont exposées ensemble dans la section dédiée à l'époque lombarde, dans une position qui reconstitue leur emplacement au moment de leur découverte. Dans la même vitrine sont exposées les pièces associées à l'enterrement, datant de la fin du VIe  et du début du VIIe siècle, également provenant du Musée de paléontologie Gaetano Chierici  .

## La pierre tombale de Mavarta
« M(emoriae) + B(onae)

In hoc loco

requiescet

in pace fidelis

Mavarta que vix

it annus XXVI re

cessit in pace fidelis

sub die kalendas iulias

Boetio consule »
La pierre tombale appartient à une jeune femme, dont le nom indique probablement une origine celtique ou germanique et qui vécut dans la seconde moitié du Ve siècle et mourut en 487 apr. J.-C., sous le consulat de Boèce.